# Leap
O LEAP (Lightweight Extensible Authentication Protocol) é um protocolo.

Em dezembro de 2000, a Cisco Systems introduziu o LEAP para compensar os problemas de segurança do WEP. O LEAP ainda confia na criptografia do WEP, porém adiciona a autenticação do usuário e a funcionalidade da atualização das chaves. Com este modelo, o usuário será autenticado através de um servidor RADIUS da Cisco e as chaves serão atualizadas com bases regulares. Por causa da grande pressão sobre as falhas do WEP e a confiabilidade no nome Cisco, o LEAP teve um grande sucesso no mercado de WLANs. No entanto, o protocolo LEAP é compatível somente com APs da própria Cisco. Outra característica importante refere-se ao fato de com o LEAP, as estações necessitam de senhas para serem autenticadas. Isto recai em possíveis ataques de dicionário, em que o invasor tenta descobrir a chave WEP gravando uma série de quadros e então com um programa ele tenta descobrir senhas através de tentativas. Esta possibilidade obriga que se tenham senhas muito grandes e complexas para diminuir o risco.